# Gorzyca (Lubin)

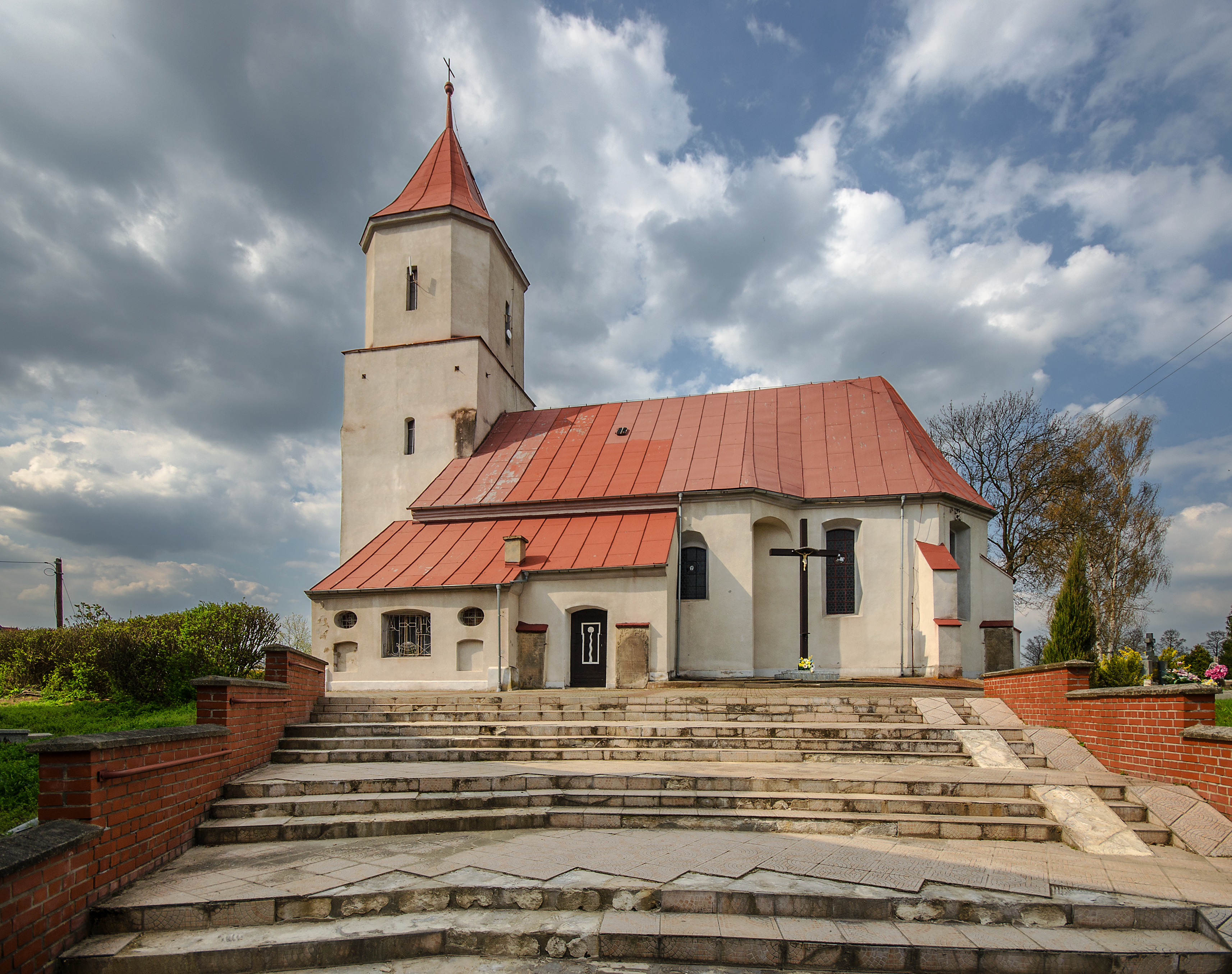
Dorfkirche (bis 1945 evangelisch).

Gorzyca, Górzyca (deutsch Lerchenborn) ist ein Ort in der Landgemeinde Lubin im Powiat Lubiński
der Woiwodschaft Niederschlesien in Polen. Es liegt etwa acht Kilometer südwestlich von Lubin (Lüben).

## Geschichte
Das Dorf Lerchenborn mit seinem Gutsbezirk gehörte bis 1945 zum Landkreis Lüben im Regierungsbezirk Liegnitz der Provinz Schlesien des Deutschen Reichs.
Der Gutsbezirk gehörte bis 1945 als Fideikommiss dem Adelsgeschlecht von Bohlen.
Nach Ende des Zweiten Weltkriegs wurde Lerchenborn mit dem Lübener Kreisgebiet zusammen mit fast ganz Schlesien von der sowjetischen Besatzungsmacht unter polnische Verwaltung gestellt. Soweit die deutschen Dorfbewohner nicht vor Kriegsende geflohen waren oder nach Kriegsende in der Landwirtschaft Zwangsarbeit verrichten mussten, wurden sie als Folge des Weltkriegs von der örtlichen polnischen Verwaltungsbehörde vertrieben.

## Bevölkerungsentwicklung
| Jahr | Einwohner | Anmerkungen |
| ---- | --------- | ----------- |
| 1933 | 406       | [ 1 ]       |
| 1939 | 398       | [ 1 ]       |

## Persönlichkeiten
- Carl Abraham Gerhard (1738–1821), deutscher Mineraloge,  wurde hier geboren.
- Karl Haupt (1829–1882), deutscher Volkskundler der Lausitz, wirkte hier als Pfarrer.